# Aleksandr Michajlov
Aleksandr Dmitrijevitj Michajlov (ryska: Александр Дмитриевич Михайлов), född 29 januari (gamla stilen: 17 januari) 1855 i Putivl, guvernementet Kursk, död 30 mars (gamla stilen: 18 mars) 1884 i Sankt Petersburg, var en rysk revolutionär.
Michajlov blev redan som student vid Sankt Petersburgs teknologiska institut relegerad för deltagande i oroligheter, gjorde revolutionär propaganda i södra och östra Ryssland, deltog i Aleksandr Solovjovs attentat mot Alexander II 1879 och i minarbetet under Moskva–Kursk-järnvägslinjen samma år samt under Kamennyj most i Sankt Petersburg för att spränga tsarens vagn i luften. Han häktades 1880, dömdes 1882 till galgen, men benådades med straffarbete på livstid och dog till följd av lungödem på Peter-Paulfästningen. Utdrag ur hans tal utgavs av Vladimir Burtsev i "Za sto ljet" (London, 1896) och en självbiografi publicerades i "Byloje" (1896).